# Rohling (Schimpfwort)
Als Rohling wird ein grober, rücksichtsloser Mensch bezeichnet.
Das Wort leitet sich vom Adjektiv „roh“, im Sinne von sich roh benehmen oder ein roher Mensch sein ab. Es leitet sich vom mittelhochdeutschen und althochdeutsch rō, beziehungsweise dem germanischen hrawa ab und ist seit dem 9. Jahrhundert belegt. Der Rohling bezeichnet einen brutalen, meist männlichen Menschen.
Heutzutage assoziiert man das Wort mit einem Werkstück, das für die Weiterverarbeitung bestimmt ist, oder einem beschreibbaren Datenträger.